# Euheptaulacus
Il genere Euheptaulacus Dellacasa, 1983, appartiene alla Sottofamiglia Aphodiinae della Famiglia degli Scarabaeidae dell'Ordine dei Coleotteri.
Per maggiori particolari sulle caratteristiche fisiche, l'anatomia, il comportamento, l'habitat e la fenologia si rimanda alla voce Aphodiinae.

## Descrizione
I coleotteri appartenenti al genere Euheptaulacus condividono i seguenti caratteri diagnostici: 
- Sono specie di dimensioni abbastanza piccole, da 3,5 a 6 millimetri; di colore bruno-giallastro, le elitre hanno macchie di colore scuro.
- Il capo ha epistoma poco gibboso e punteggiato; il clipeo è anteriormente troncato o sinuato verso la parte centrale, e arrotondato ai lati.
- Le guance sono più sporgenti degli occhi e la sutura frontale è ben evidente.
- Il pronoto è trasversale e punteggiato; i lati hanno un orlo e gli angoli posteriori sono troncati o arrotondati.
- La base non è orlata, ma cigliata in modo distinto.
- Lo scutello è piccolo, oblungo, di forma vagamente triangolare.
- Le elitre sono allungate e dilatate all'indietro.
- Le epipleure sono cigliate e le strie sono a forma di solco con serie di punti distinti. Gli intervalli costiformi sono pubescenti e abbastanza rilevati.
- Le protibie, al margine esterno, sono tridentate in senso distale.
- Le metatibie, sulla faccia esterna, hanno carene distinte con una corona di spinule di diversa lunghezza.
- Il pigidio ha poche ciglia allungate.
- Molto accentuato il dimorfismo sessuale per lo sperone apicale delle protibie del maschio e anche dal pronoto più trasversale.
- L'edeago ha parameri allungati e acuminati.
- L'epifaringe è arrotondata ai lati.
- L'epitorma è subcilindrica.
- La corypha ha spiculae allungate.
- Le chaetopedia hanno prophobae sottili frammiste a chetae disposte in fasce oblique.
- Le chaetopariae sono abbastanza corpose e allungate

## Distribuzione
È un genere diffuso nella regione paleartica.

## Tassonomia
Attualmente il genere comprende 6 specie di cui 4 reperite in territorio italiano:
- Euheptaulacus atlantis
- Euheptaulacus carinatus (italiana)
- Euheptaulacus nemethi
- Euheptaulacus porcellus (italiana)
- Euheptaulacus sus       (italiana)
- Euheptaulacus villosus  (italiana)